# Thomas E. Watson
Thomas Edward Watson (5 de septiembre de 1856 - 26 de septiembre de 1922) fue un político estadounidense, abogado, editor de un periódico y escritor de Georgia. En la década de 1890, Watson defendió a los agricultores pobres como líder del populista Partido del Pueblo, articulando un punto de vista político agrario mientras atacaba a empresas, banqueros, ferrocarriles, al presidente demócrata Grover Cleveland y a su partido. Fue el candidato a vicepresidente con el demócrata William Jennings Bryan en las elecciones presidenciales de Estados Unidos de 1896.
Elegido para la Cámara de Representantes de los Estados Unidos en 1890, Watson promulgó una legislación que obligaba a la Rural Free Delivery, llamada "el esfuerzo más grande y costoso" jamás instituido por el Servicio Postal de los Estados Unidos —consistía en hacer llegar el correo hasta las granjas más remotas—. Políticamente, era un líder de la izquierda en la década de 1890, y pedía a blancos pobres y negros pobres que se unieran contra las élites. Después de 1900, sin embargo, cambió a ataques nativistas contra negros y católicos (y después de 1914 contra judíos). Dos años antes de su muerte, fue elegido para el Senado de los Estados Unidos; sin embargo, murió mientras todavía estaba en el cargo.